# Rafael Lozano Martínez
Rafael Lozano Martínez (Zaragoza, 5 de marzo de 1938 - Cap d'Agde, 27 de marzo de 2010) fue un violinista, profesor y músico español, conocido por su contribución al desarrollo cultural y musical de Zaragoza. Intérprete y concertista de violín, fue Profesor del Conservatorio profesional y asesor artístico del Ayuntamiento de Zaragoza. Su esposa fue la pianista italiana Marina Pesci.

## Comienzos
Rafael Lozano Martínez nació el 5 de marzo de 1938 en Zaragoza, ciudad donde inició sus estudios musicales de la mano del Maestro Joaquín Roig.
En 1956 se trasladó a Madrid para continuar sus estudios con el Maestro Luís Antón, finalizando sus estudios de violín con las más altas calificaciones y obteniendo el Premio extraordinario de fin de carrera.

En 1959 obtuvo una beca del gobierno italiano, se trasladó a Venecia y posteriormente a Roma para realizar estudios de virtuosismo de la mano de Maestros como Remy Principe. En Italia comenzó una dilatada actividad concertística tanto en agrupaciones de cámara como solista, permaneciendo allí hasta 1963.

## Trayectoria Concertística
En Italia fue concertino en las siguientes orquestas:
- Orchestra Giovanile Internazionale da Camera dirigida por el Maestro Franco Ferrara[10]
- Orchestra del Conservatorio Santa Cecilia[11]
- I Giovani Strumentisti di Roma dirigida por el Maestro Enrico Cortese
- Orquesta de Cámara “Giuseppe Tartini” dirigida por el Maestro Nino Zerdos
- Orquesta de Cuerda del Coro Polifónico Romano[12] dirigida por el Maestro Gastone Tosato.
- Orquesta de Cámara de la Accademia Musicale Napoletana dirigida por el Maestro Piero Guarino[13]
- Orchestra I Virtuosi di Roma dirigida por el Maestro Renato Fasano.[14][15]

Rafael Lozano volvió a España rechazando ofertas en otras orquestas como la Sinfónica de la RAI o la Orquesta Sinfónica de El Cairo.
En España perteneció a las siguientes Orquestas:
- Orquesta Sinfónica de Zaragoza,[16][17][18][19] donde realizó conciertos como solista.
- Orquesta Sinfónica "Luis Aula".
- Cuarteto Clásico.[20][21]
- Orquesta de Cámara del Conservatorio de Zaragoza, como concertino[9][22][23]
- Orquesta de Cámara de Juventudes Musicales de Zaragoza, miembro fundador[24][25][26]
- Orquesta de Cámara Ciudad de Zaragoza, como concertino.[27][28][9]
- Orquesta Sinfónica de San Sebastián.
- Orquesta Sinfónica de Bilbao.
- Orquesta Sinfónica de Pamplona.
- Cuarteto Barroco de Zaragoza.[9]
- Trío Paganini, junto a la pianista Marina Pesci y el violonchelista Miguel Ángel Calavia

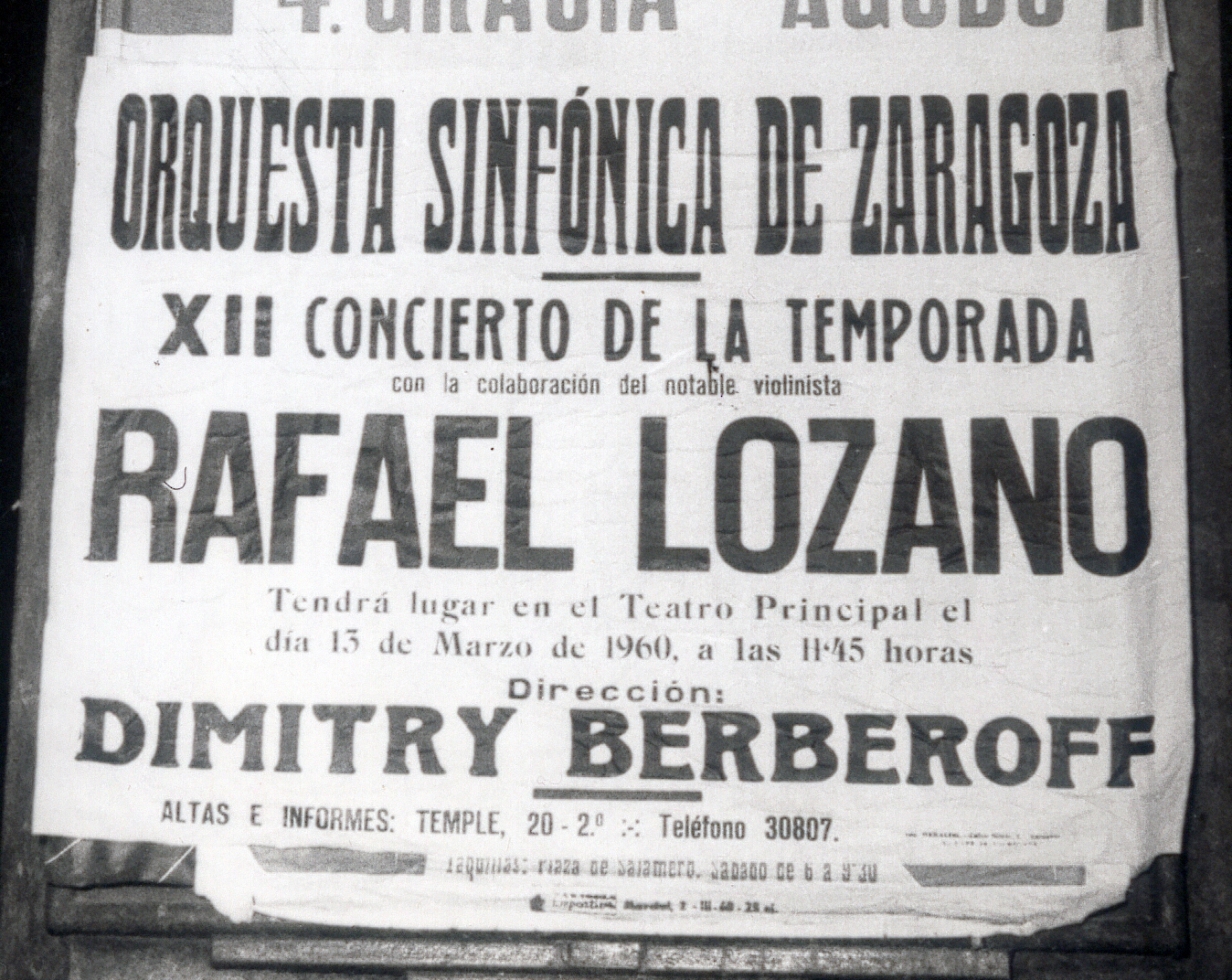
Concierto de la Orquesta Sinfónica de Zaragoza.
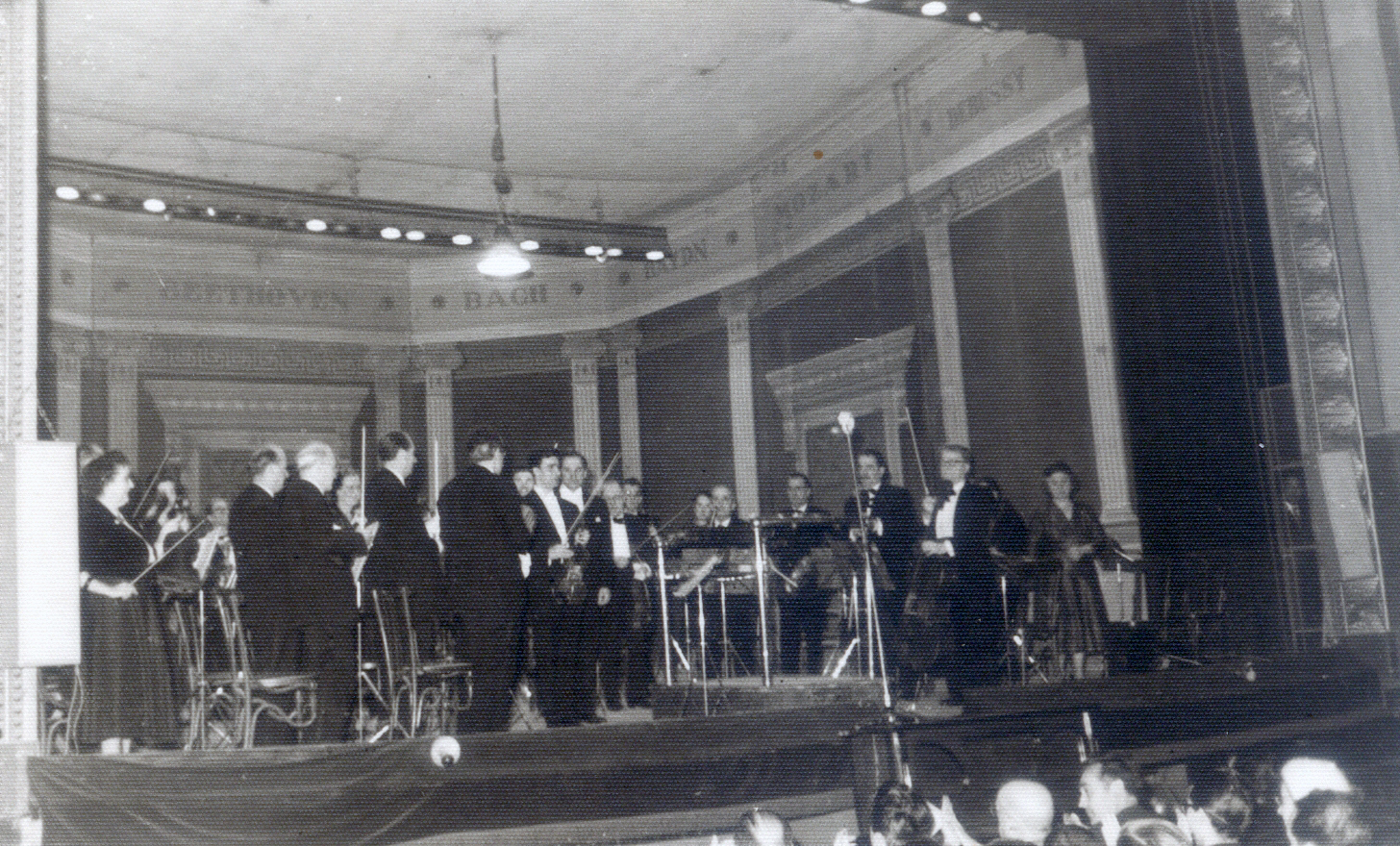
Concierto de Rafael con la Orquesta Sinfónica de Zaragoza.
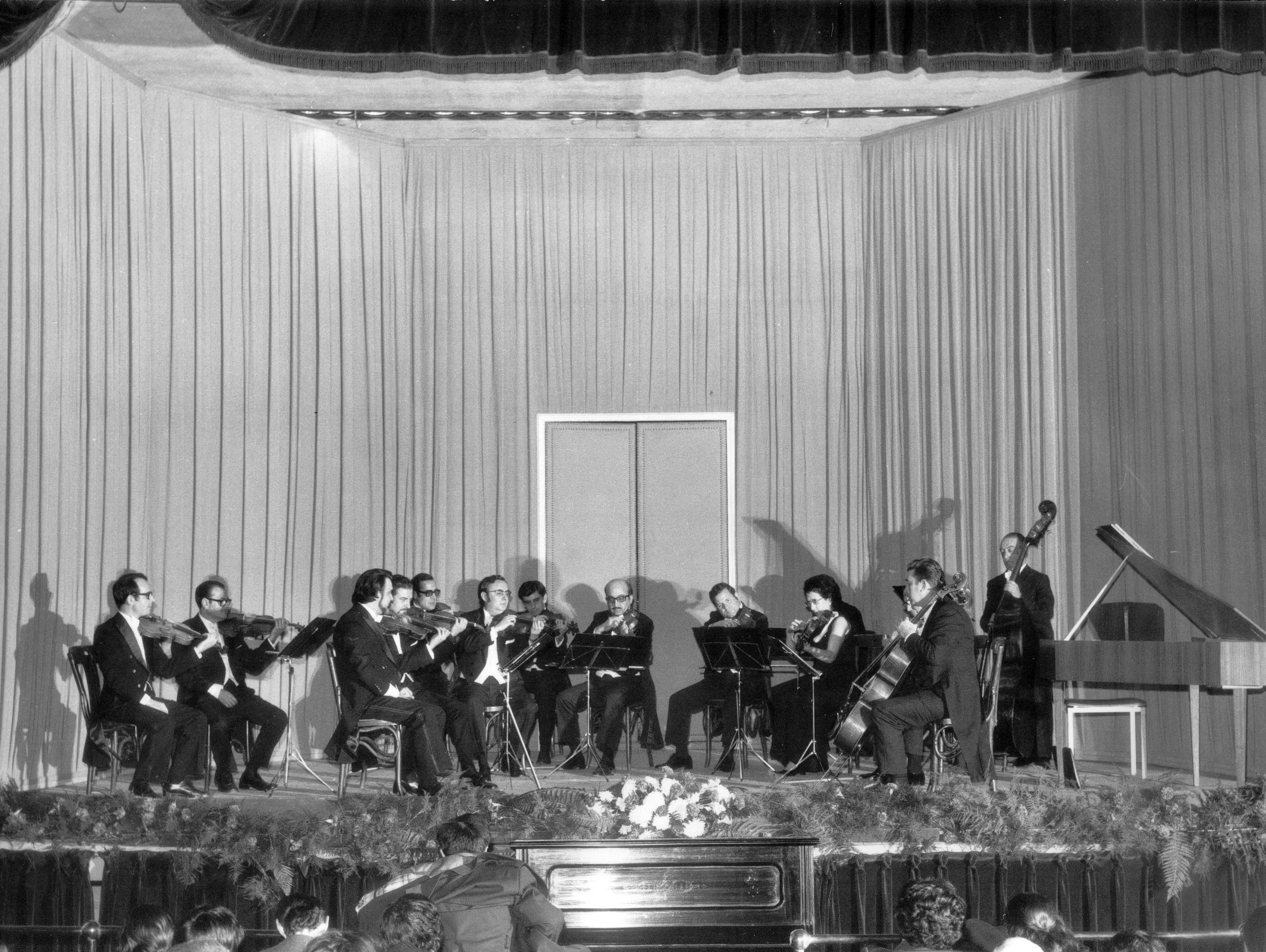
Orquesta de Cámara Ciudad de Zaragoza.
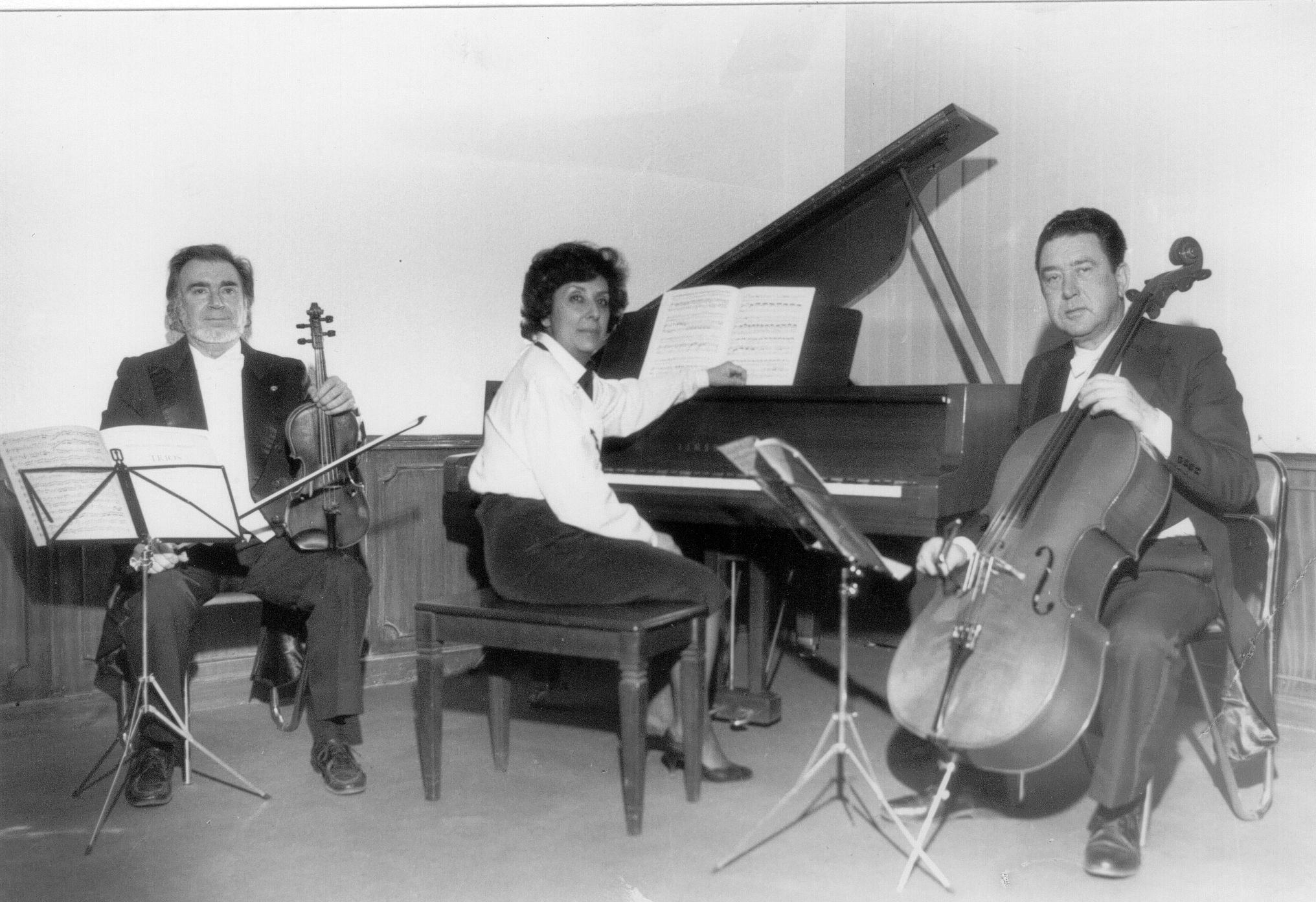
Trío Paganini

## Trayectoria didáctica
Obtuvo la Cátedra de Profesor de violín del Conservatorio de Zaragoza.
Fue profesor de música del Colegio Baltasar Gracián y Colegio Montearagón.
Creó junto a su esposa Marina Pesci el Centro de Música "Niccolo Paganini".

Impartió Clases Magistrales y Cursos de formación del profesorado en el Conservatorio Privado Citta di Roma y también fue profesor de violín en el Conservatorio de Logroño.

## Otros méritos
En 1973 dio conferencias sobre la problemática de las orquestas no estatales, destacando la realizada en la Universidad de Sevilla

Gracias a que poseía también el título de Profesor de Solfeo, teoría de la música, transposición y acompañamiento, impartió esta especialidad en diferentes conservatorios.
La A.S.M.E. le hizo entrega de una Mención Honorífica por su trabajo en el desarrollo de la música en Aragón y la creación de la Orquesta de Cámara Ciudad de Zaragoza.
Realizó actividades de investigación en los archivos de la Basílica del Pilar para la recopilación, transcripción y difusión de obras musicales.

Colaboró en la realización de la Gran Enciclopedia Aragonesa y la Gran Enciclopedia Aragonesa 2000.
Fue asesor musical en el área de cultura del Ayuntamiento de Zaragoza, director de la Escuela Municipal de Zaragoza y posterior Conservatorio Municipal de Zaragoza.

Componente del jurado del Campeonato Mundial de Patinaje Artístico.
Presidente desde 1997 del jurado del Torneo Internacional de Música, en 2001 presidió el jurado del Concurso de violín "Teodoro Ballo". Fue presidente del jurado del Concurso Internacional de Música “Città di Chieri” los años 2008 y 2009.
Fue socio promotor de la asociación Aragón Città di Roma Fundación en 1998, desde donde colaboró en diversas actividades sociales, educativas y culturales.

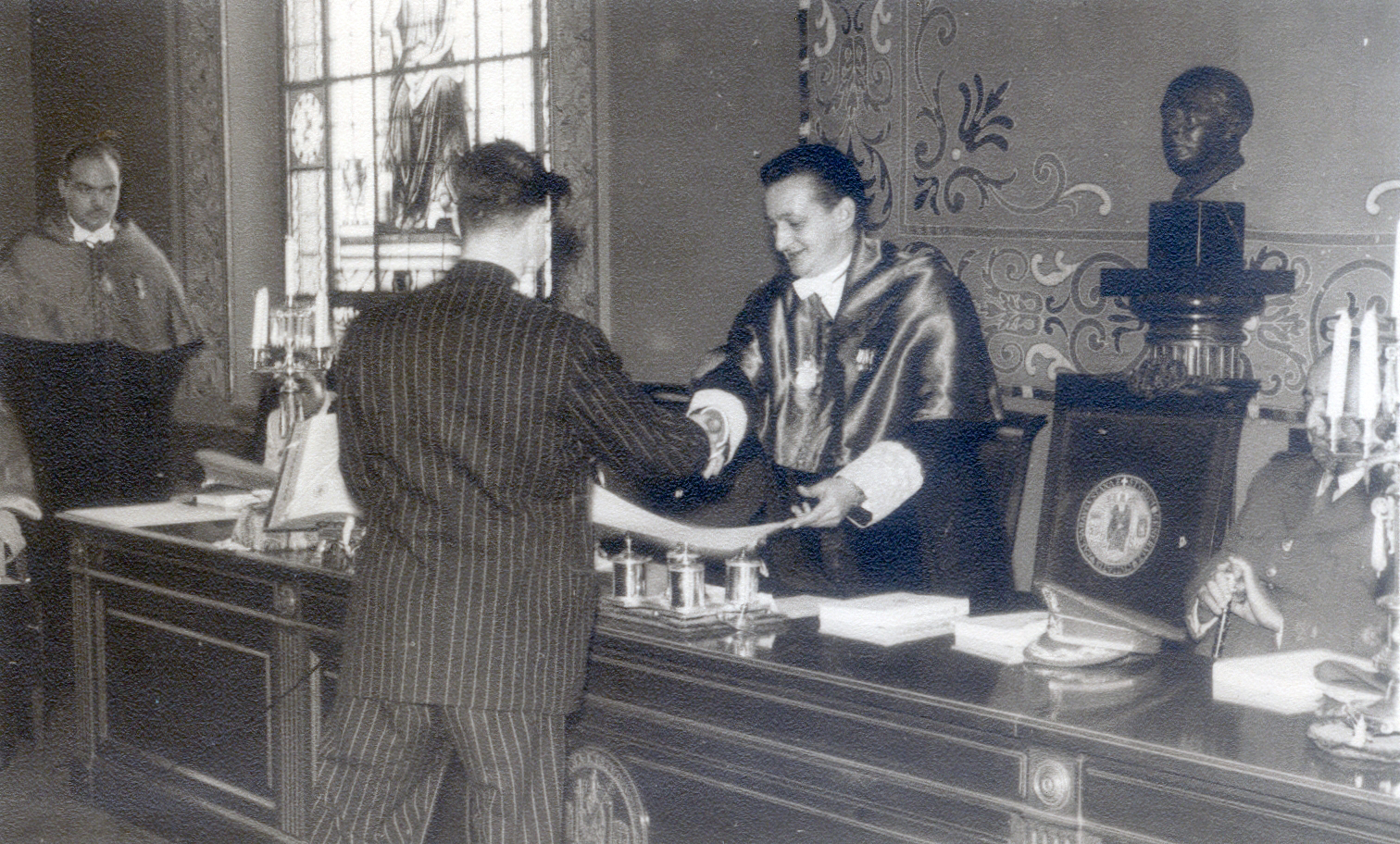
Entrega del premio extraordinario fin de carrera
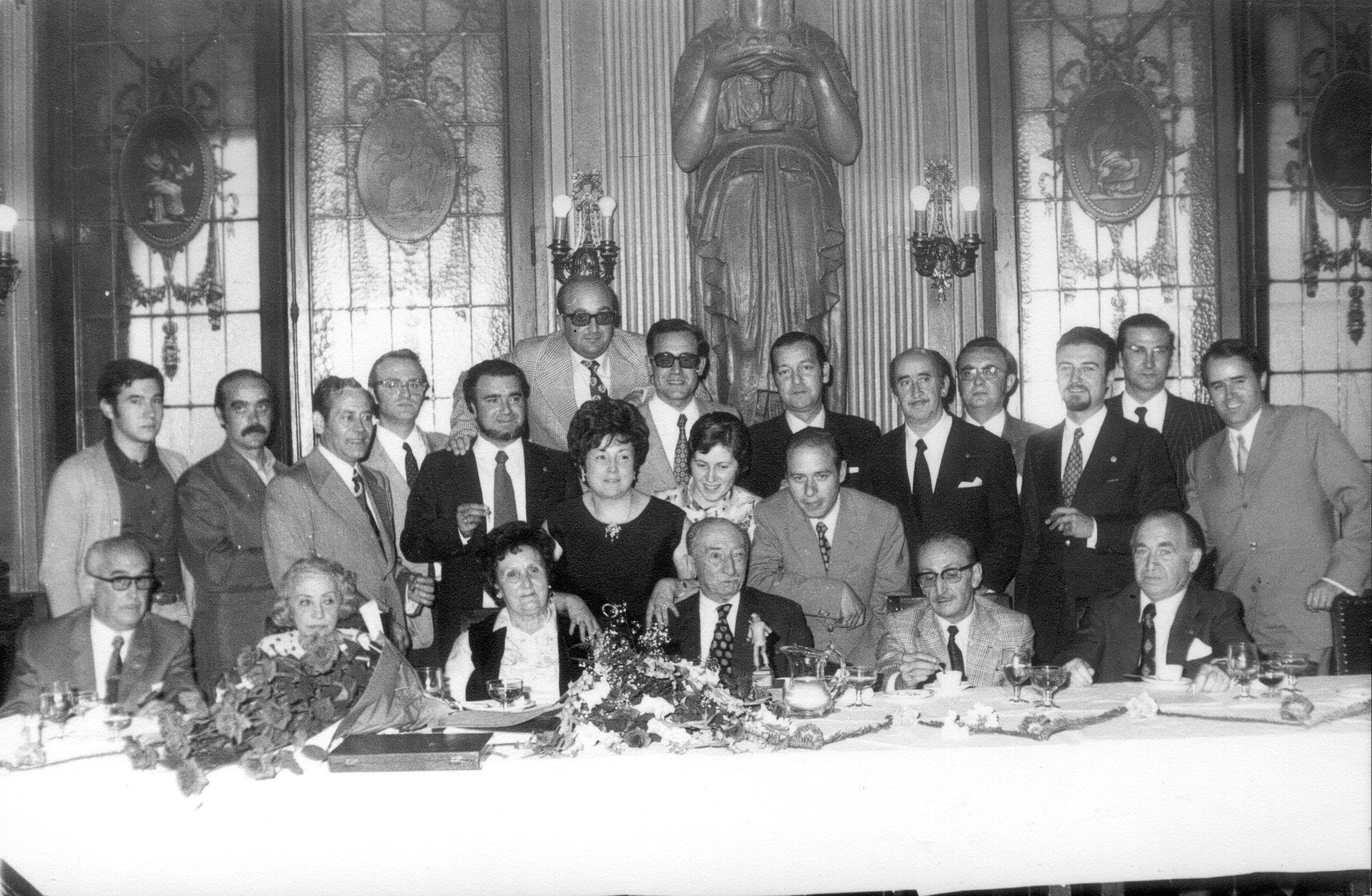
Homenaje a Joaquín Roig con sus alumnos
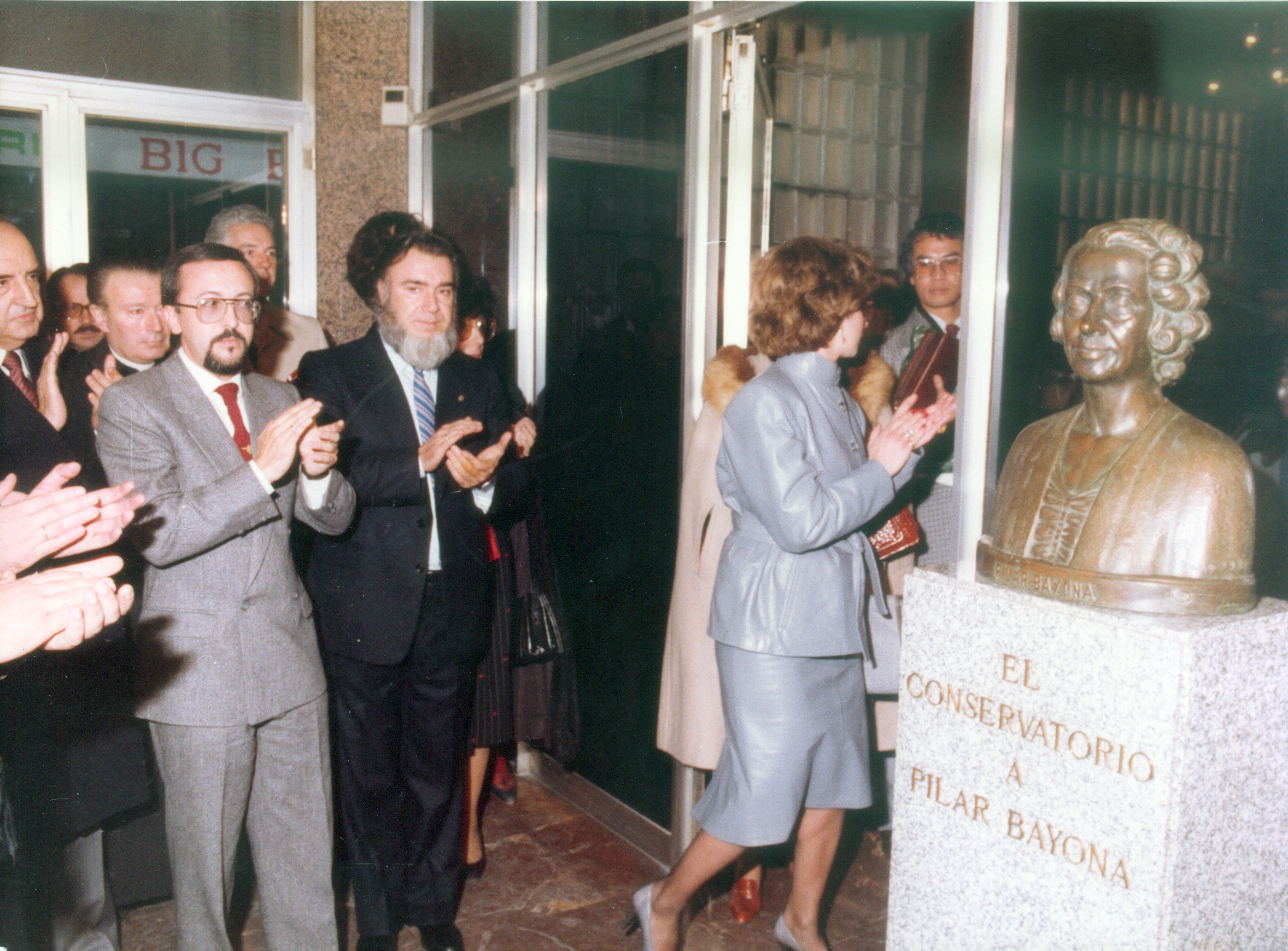
Presentación del Busto de Pilar Bayona
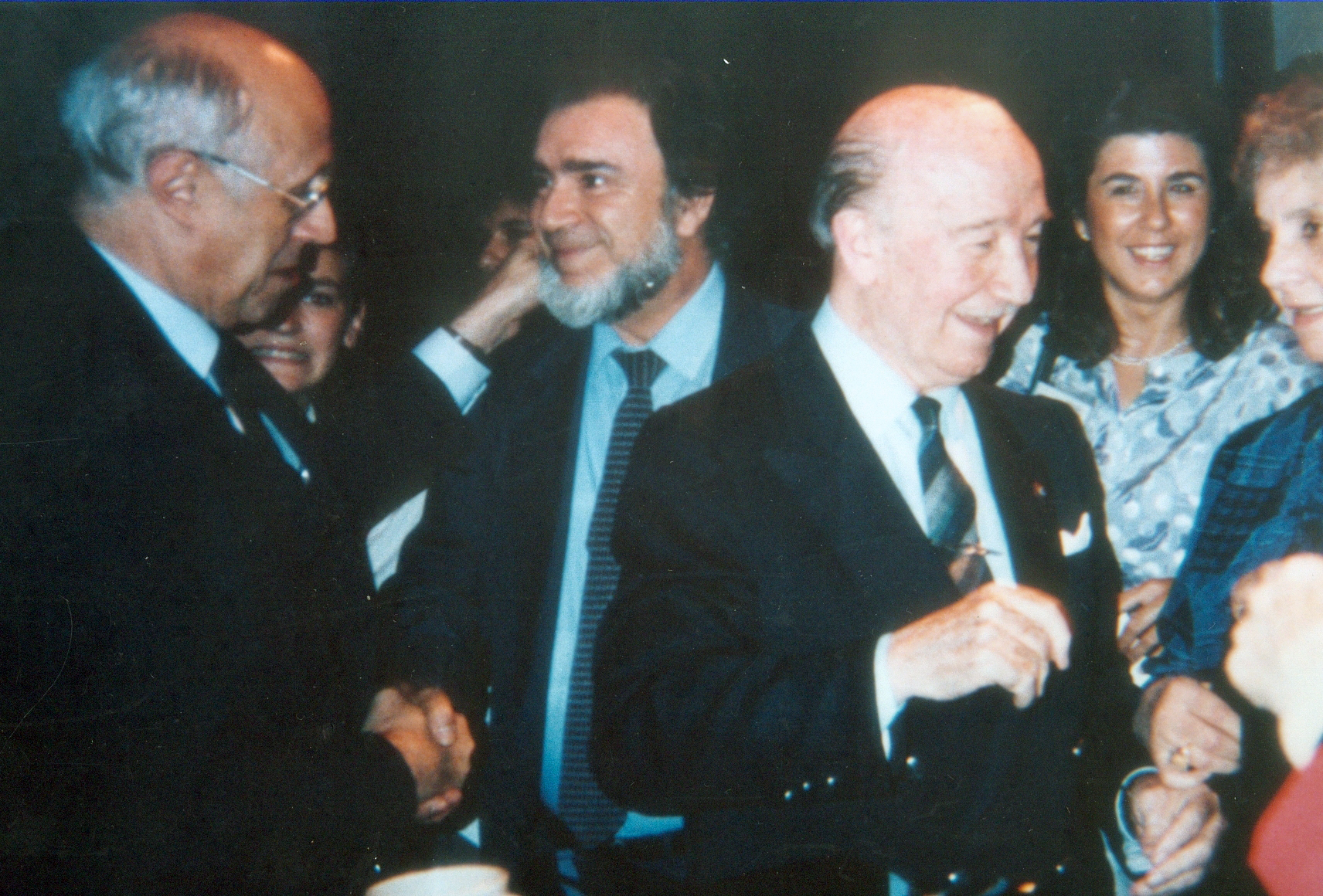
Rafael Lozano con Luis Galve y Mstislav Rostropovich
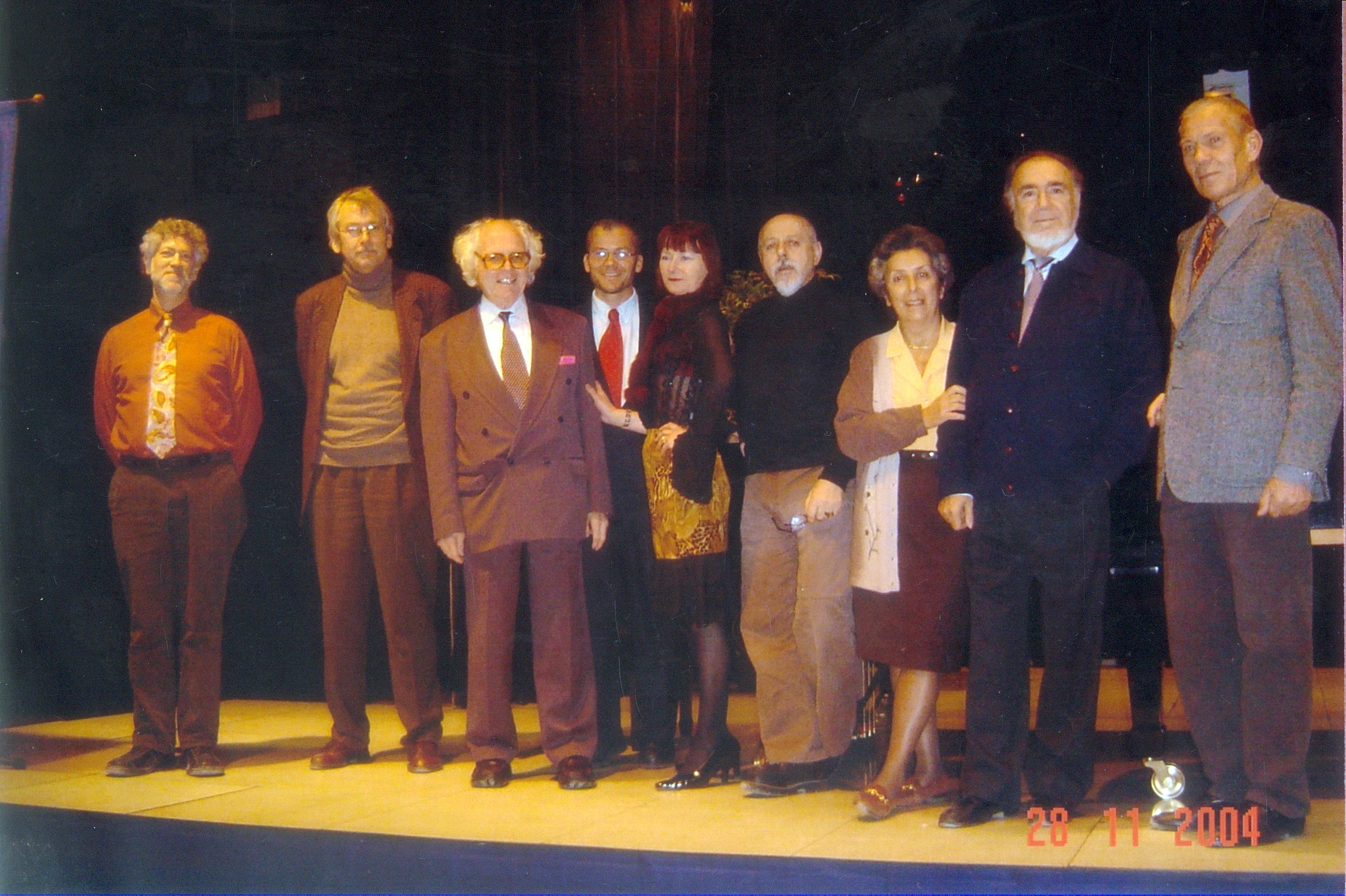
Rafael Presidente del Jurado del Torneo Internacional de Música
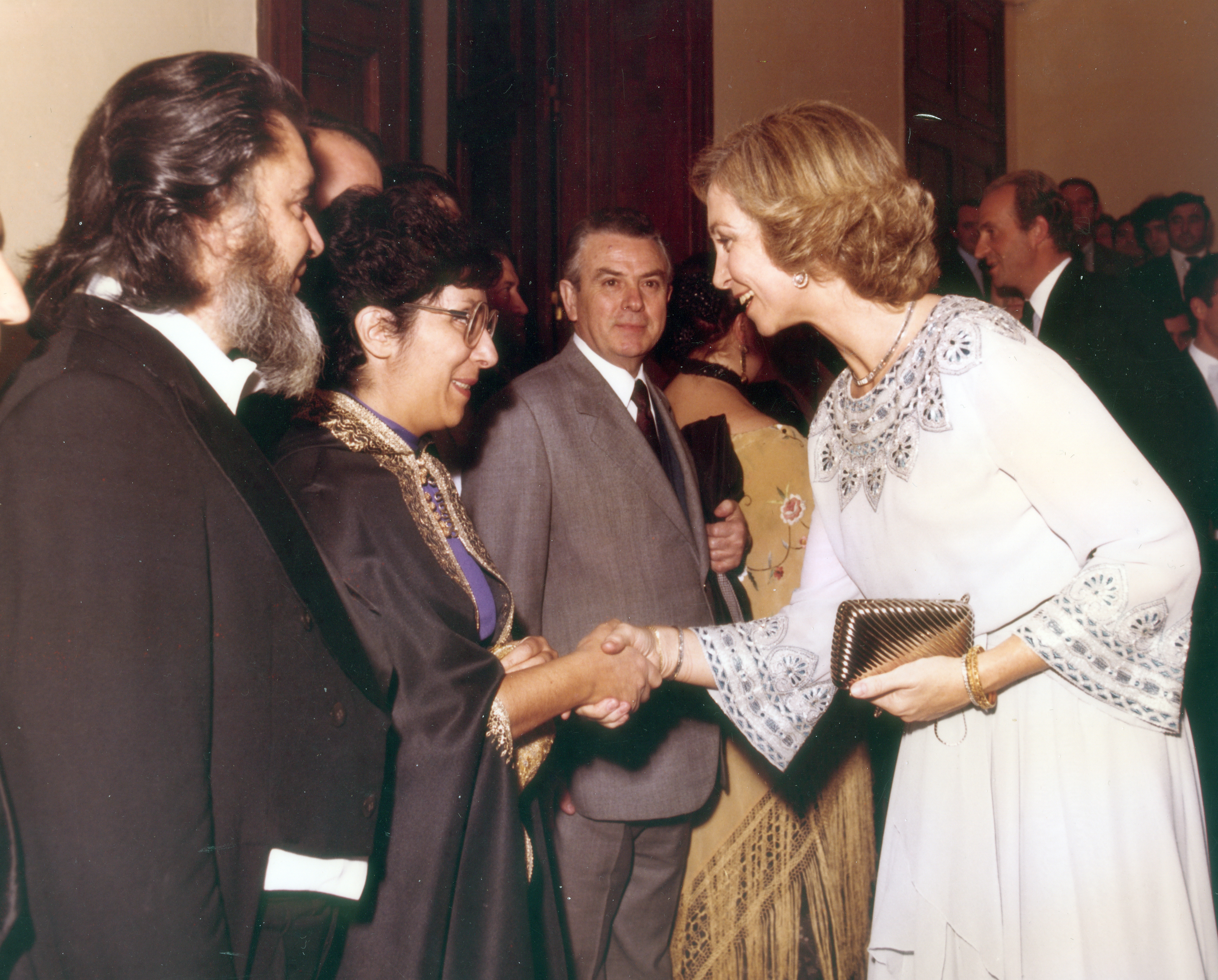
Primera visita oficial de SSMM los Reyes a Zaragoza

## Homenaje
El 27 de marzo de 2010 Rafael Lozano falleció en Cap D'Agde (Francia). Al día siguiente el Auditorio de Zaragoza le dedicó el concierto que ofrecía, Misa de Réquiem en re m. de W.A. Mozart.